# Albert II de Tour et Taxis
Albert Maria Lamoral Miguel Johannes Gabriel Prinz von Thurn und Taxis, 12e prince de Tour et Taxis (né le 24 juin 1983), est un pilote automobile allemand, philanthrope et chef de la maison de Tour et Taxis.
Il participe en 2012 au Championnat du monde FIA GT1 et aux Blancpain Endurance Series avec le Reiter Engineering sur une Lamborghini Gallardo LP600+ GT3.

## Biographie
Il devient le 12e prince de Tour et Taxis en 1990 à la mort de son père, le prince Johannes de Tour et Taxis. Il est dès lors, âgé de sept ans, placé sous la tutelle de sa mère, la princesse Gloria (née von Schönburg-Glauchau), qui dirige l'important patrimoine familial qui lui revient à sa majorité et qui fait de lui le plus grand propriétaire immobilier privé d'Allemagne et un des plus grands propriétaires forestiers d'Europe (avec près de 30 000 hectares).
Il est aujourd'hui responsable des opérations caritatives de la maison de Tour et Taxis, que sa famille coordonne depuis des siècles, et dont profitent de nombreuses institutions sociales, comme des hôpitaux, des orphelinats et diverses associations d'aide aux démunis.
La Fürst Thurn und Taxis Hofbibliothek (Bibliothèque princière Thurn & Taxis) et son Zentralarchiv (centre des archives), ouverts au public universitaire, reçoivent régulièrement des étudiants en sciences humaines qui, soutenant leurs thèses, peuvent bénéficier par ailleurs de soutien de la maison princière, sous forme de bourses d'études.
Le prince Albert est actuellement célibataire et a deux sœurs aînées, les princesses Maria-Theresia (née en 1980) et Elisabeth de Tour et Taxis (née en 1982).

## Palmarès
Sportif, le prince Albert participe à des compétitions automobiles qui lui ont permis de gagner, en 2010, le titre de champion d'Allemagne en ADAC GT Masters.
- ADAC GT Masters
  - Champion en 2010
  - Vice-champion en 2007 et 2008
  - Une dizaine de victoires

- Championnat d'Europe FIA GT3
  - 2 victoires en 2011

## Titres et honneurs

### Titulature
- depuis le 24 juin 1983 : Son Altesse Sérénissime le prince Albert II de Tour et Taxis, 12e prince de Tour et Taxis, prince du Saint-Empire[4]